# Taavi Kotka
Taavi Kotka (1979. január 21.) észt informatikus, üzletember. Korábban a Nortal cég vezérigazgatója volt. 2013–2017 között helyettes államtitkár volt, 2015-től Andrus Ansip, az Európai Bizottság egységes informatikai piacért felelős elnök-helyettesének tanácsadója. Az észt digitális állampolgársági program fő irányítója volt.

## Életpálya
1994–1997 között a tartui Hugo Treffner Gimnáziumban tanult. 1998–2000 között az Andmewara infotechnológiai cégnél dolgozott programozóként és elemzőként. 2000-től 2003-ig a Tartui Egyetemen tanult információtechnológiát, ahol BSc fokozatot szerzett, majd 2003–2004-ben elvégezte a mesterszakot a Tallinni Műszaki Egyetemen. 2000-ben Priit Alamäeval közösen megalapította a Webmedia szoftvercéget, melynek egyik tulajdonosa és vezető fejlesztője volt. A cég a 2000-es években folyamatosan fejlődött és terjeszkedett és nemzetközi vállalattá nőtt. 2006-tól 2011-ig Taavi Kotka volt a Webmedia vezérigazgatója. 2011-ben a Webmedia megvásárolta a finn CCC Corporation Oy-t, ezzel a Baltikum legnagyobb infotechnológiai cége jött létre Nortal néven. 2009-ben Kotkát az Észt Informatikai és Távközlési Szövetség (ITLi – Eesti Infotehnoloogia ja Telekommunikatsiooni Liit) elnökévé választották. Ezt a posztot 2012 végéig töltötte be.
Kotka volt az észt digitális állampolgársági (e-residency) projekt mögött álló egyik legfőbb szakmai koordinátor. 2013-ban kormányzati posztot is vállalat. 2013 februárjában kinevezték az észt Gazdasági és Hírközlési Minisztérium infotechnológiai területért felelős helyettes államtitkárává. Ezt a posztot 2017-ig töltötte be.
2015 áprilisában Andrus Ansip, az Európai Bizottság egységes informatikai piacért és e-kormányzatért felelős bizottsági elnök-helyettese Kotkát tanácsadójának nevezte ki.
2019-től az indiai Reliance Industries céggel dolgozik együtt, amelynek a célja az észtországi e-kormányzathoz és e-állampolgársághoz hasonlóan az indiai közigazgatás digitalizálása.

## Elismerései és kitüntetései
- 2016-ban Toomas Hendrik Ilves elnök az észt Fehér Csillag érdemrend III. osztálya kitüntetést adományozta Kotkának.[4]
- 2015-ben a ComputerWorld az egyik legbefolyásosabb infotechnológiai vezetőnek (One of the Most Important Technology Leaders) választotta.
- 2014-ben az Észt Informatikai és Távközlési Szövetség az Év embere címmel tüntette ki.[5]
- 2014-ben az ICT Spring az Év informatikai vezetője (European CIO of the Year) címmel tüntette ki.[6]

## Magánélete
Szenvedélyes golfjátékos, észtországi amatőr versenyeken jó helyezéseket ért el. 